# Pweto
Pweto är en ort i Kongo-Kinshasa. Den ligger i provinsen Haut-Katanga, i den sydöstra delen av landet, 1 600 km öster om huvudstaden Kinshasa. Orten ligger vid Mwerusjön.